# Loras College
Il Loras College è un'università privata di indirizzo cattolico con sede a Dubuque, nello stato americano del Iowa.
Le origini dell'istituto si ricollegano con quelle del Saint Raphael's Seminary, fondato nel 1839 da Mathias Loras, primo vescovo di Dubuque, per la formazione del clero diocesano. Nel 1850 prese il nome di Mount Saint Bernard's College and Seminary, poi quello di Saint Joseph's College nel 1873, di Dubuque College nel 1914 e di Columbia College nel 1920: nel 1939, in occasione del primo centenario dalla fondazione, gli fu dato il nome del fondatore.